# 竹筒

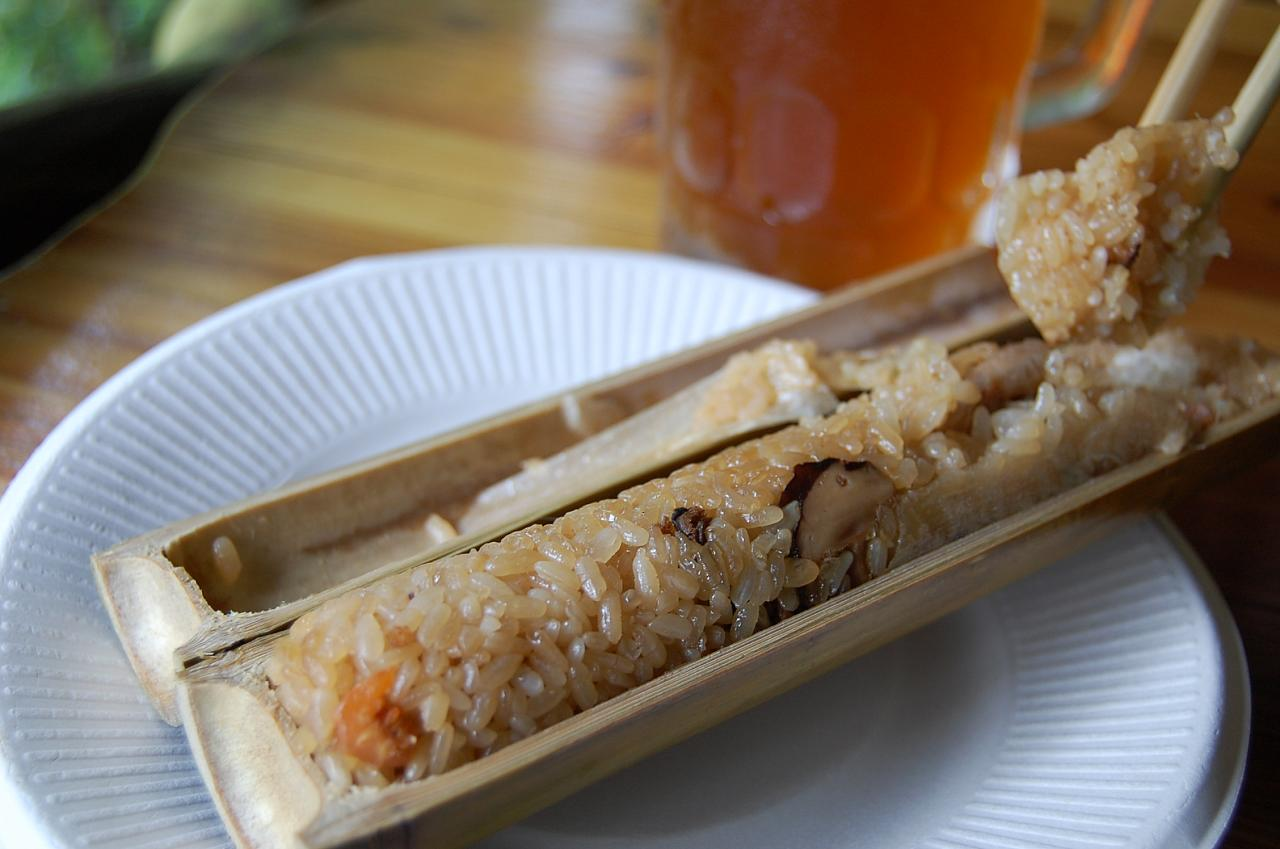
竹筒の利用例（竹筒飯）

竹筒（たけづつ）は、竹を切って作った筒。竹は中が空洞であるため、木と比べると簡単に液体を保存する容器として利用できたことから、竹が入手できる地域では先史時代より用いられてきた。また、数ある竹製品の中でも最も歴史の古いものと考えられている。

## 利用

### 食器
竹筒の最も原初的な利用方法であり、底部に節を残して竹を切るだけで完成する。グアムで残留日本兵として長年ジャングル生活を送っていた横井庄一が、自作の竹筒を食糧貯蔵に利用していたというエピソードがある。
最も基本的な用途としては水を入れて保管する、というもの（＝水筒）であるが、それ以外の液体や屋外で採集したキイチゴなどの食料を入れるのにも用いられた。大小さまざまな大きさに切ることで皿や茶碗としても使うことができ、また火にくべれば鍋の代用になり、水を入れれば給湯器に、水と米を入れれば炊飯器にもなる。特に南方系の民族の間では米を炊くのに竹筒がよく用いられた。中国大陸や台湾では竹筒飯と呼ばれるおこわや炊き込みご飯に似た料理があり、地域住民が調理するほか、屋台やレストランなどで提供されている。さらに竹の枝をそのまま残し、節と節の間を切断した柄杓が作られることもあったが、柄杓としての利用は水筒としての利用よりも後の時代に生まれたものである。

#### 酒器
特に酒を入れて携帯する竹筒は、「竹筒」と書いて「ささえ」と読む。戦前までの南九州では、山仕事に行く前日に竹筒に酒を詰めておき、翌日竹の香りや成分がしみ込んだ酒を楽しむ風習があり、その竹筒を「よぎり」または「しいづつ」と呼んでいた。また宮崎県高千穂町の名物で、竹筒に日本酒や焼酎を注ぎ、焚き火や囲炉裏にかざして燗をつけたものは「カッポ酒」と呼ばれる。酒を注ぐときにカッポカッポと音がすることからこの名がついた。
島根県では竹筒に神酒を入れ、わら縄で括り、干し魚を付けて神前に供えるという願掛けの儀式があった。

#### 計量カップ
竹の節を中心に切り、さらに片一方を短めに切ると、1つの竹筒で大小2種類の簡易的な調理用計量器（計量カップ）を作ることができる。近代までの日本では、油用・調理用・米の計量用と用途に応じた竹筒が農村部を中心に自作されていた。

#### 箸立て
箸立てとしての用途もある。3つの節が含まれるように長さ50 - 60cmほどに竹を切り、節の上部に穴を開け、箸や杓子などの食器をまとめて立てられるようにした「よろず」という器具は、戦前までの日本の家庭で広く一般に見られたものである。

#### 羊羹の容器
戦前から戦後間もない頃の駄菓子屋では、客の求めに応じて店主が節に穴を開け、指で押すと羊羹が出てくる、青竹に詰められた羊羹が広く売られていた。現代では涼しさを演出する夏の洒落た甘味として販売されており、岐阜県の「柿羊羹」のように日本全国の銘菓になっているものもある。

#### 薬味（香辛料）の容器
七味唐辛子、山椒といった薬味の容器に竹筒が使われることがある。竹筒の側面に中に入れる香辛料に適したサイズの穴をあけ木片で蓋をし、上部は補充するために開口してあり木片で栓をしているものなどがある。

### 楽器
竹筒を用いた楽器は、管楽器、体鳴楽器、弦楽器と幅広い。アンクルン（インドネシア）、トルン（ベトナム）、バリンビン（フィリピン）、ささら・笙・篳篥・尺八・天吹・一節切・龍笛（日本）、ケーナ（南アメリカ）、ケーン・ソーバン（タイ）、バンスリ（インド）、テグム（韓国）、ヴァリハ（マダガスカル）、パンパイプなど世界各地に存在する。竹は繊維質で柔軟性に富み、不要な共振の吸収や暖かみのある響きを出せるため、楽器として使われるとともに、スピーカーの素材として採用する製品もある。
音楽教育においては、単に節を残して切断した竹筒をそのまま楽器として子供たちに与え、自由で多様な音楽表現をさせるという授業実践が行われている。ここで竹筒を教材として用いる理由には、竹筒が容易に入手できること、さまざまな音・響きを創出でき、奏法を工夫できることなどが挙げられる。

### 漁具
茨城県の涸沼では1mほどの長さの竹筒から節を抜き、2 - 3本を1束にしたものを沼底に沈めてウナギを獲るタカッポ漁（ウナギ竹筒漁）という漁業が行われている。この漁法では餌を用いないため、環境に優しい漁業が実現される。同様の漁業は、霞ヶ浦・北浦でも行われており、徳島県松茂町のように以前は竹筒だったものがビニールパイプに変化した地域もある。
このほか、東京都水産試験場がアサクサノリ養殖の際に簡便な塩化アンモニウムの施肥方法として竹筒の利用を提案したことがある。

### 配管
長岡京では直径5cmのハチクを3本1組にしたものを南北100mに渡って敷設していたことが、1969年（昭和44年）の発掘調査で明らかになった。これは排水管として利用されていたと推定された。
また大阪府東大阪市の馬場川遺跡からは、江戸時代末期のマダケ製の用水路が発見された。この用水路は、竹を半分に割って節の隔壁を除去し、再び元に戻して藁で縛ったものであった。

### 風流な用法

#### ししおどし

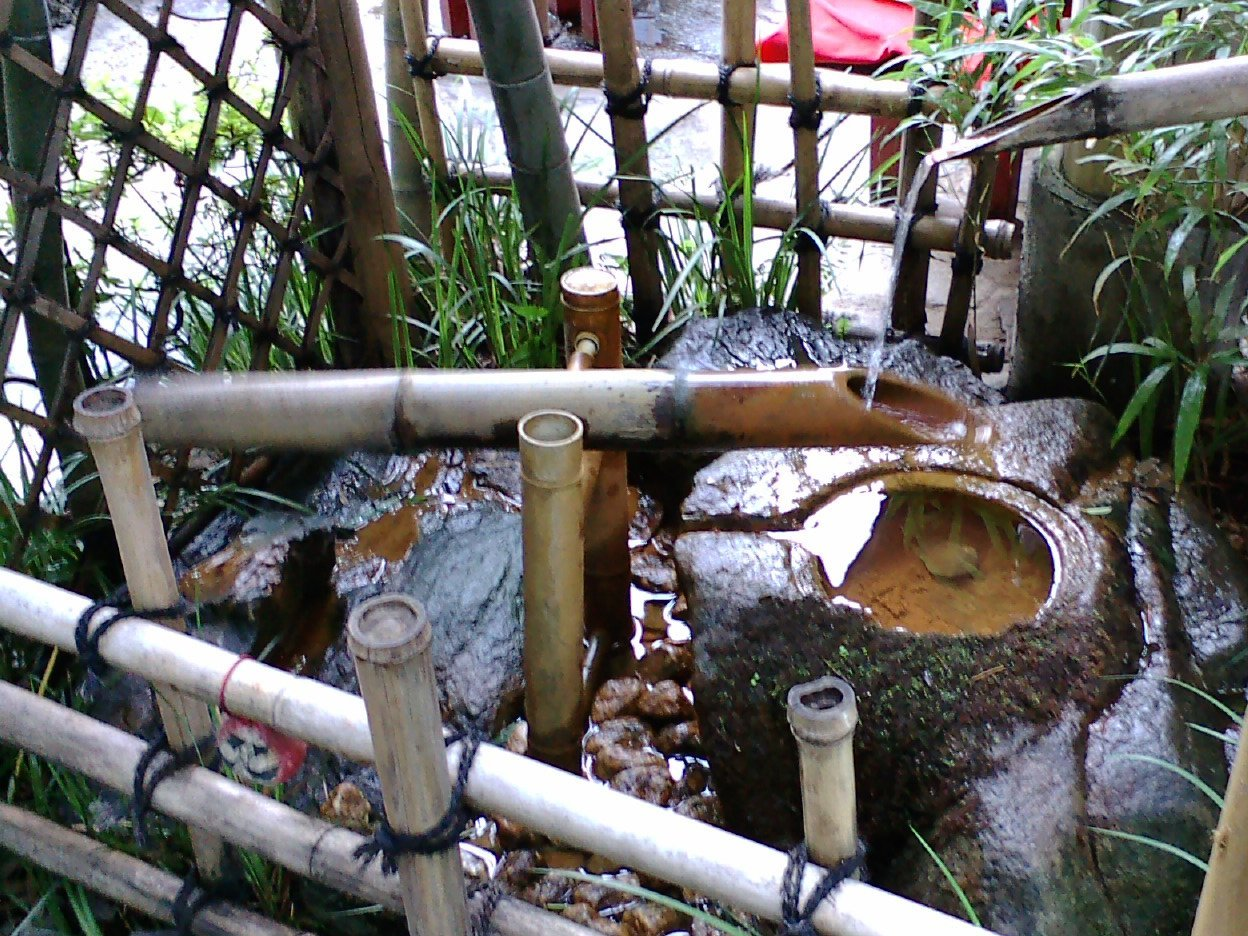
添水

ししおどしの1種である添水（そうず）は、竹筒を用いた装置である。元は文字通りシカやイノシシなどの野生動物の侵入を防ぐものであったが、後世には日本庭園に設置されて、満水になった竹筒が石に跳ね返ってバターンと音を立てる様を楽しむ装置として親しまれるようになった。

#### 銭筒
古寺や日本庭園などで、拝観料を徴収するために入り口に設置される「銭筒」と呼ばれるものがある。上部に硬貨を投入する穴が開けられ、拝観者が各自投入するようになっている。江戸時代の銭筒は青竹をそのまま使用しているため、切り口に油のようなシミができるが、新しいものは油抜きを行った白竹を使うためシミはできない。

### 生活用品

#### 火吹き竹
消えかけた灰にマツの落ち葉や竹くずなどを載せて送気し、再び燃え上がらせるために使う火吹き竹という用法がある。竹筒の片方の端に節を残し、そこに小さな穴を開け、息を吹き込むことで送気する。
かつての日本の農村では囲炉裏で日常的に利用されてきたが、火吹き竹を吹くたびに灰を部屋中にまき散らすため使用頻度が低下し、ガス燃料の普及によって囲炉裏とともに姿を消した。他方でキャンプなどでたき火をする際に火吹き竹を利用する人が一定数存在し、アウトドア用品として販売もされている。

#### 尿筒
武家社会では衣冠束帯長裃が武士の正装であったため、正装した状態で排泄する際は、尿筒と呼ばれる竹筒を袴の裾から差し入れて用を足していた。尿筒は平安時代には既に存在した。また将軍家に代々使え、尿筒を持つ公人朝夕人という役職が存在し、土田家が代々世襲していた。

#### ろうそく
日本では一般的ではないが、細い竹を2つに割って中に芯を通し、蝋を流し込んで作った筒掛けろうそくというものが存在する。

### 玩具

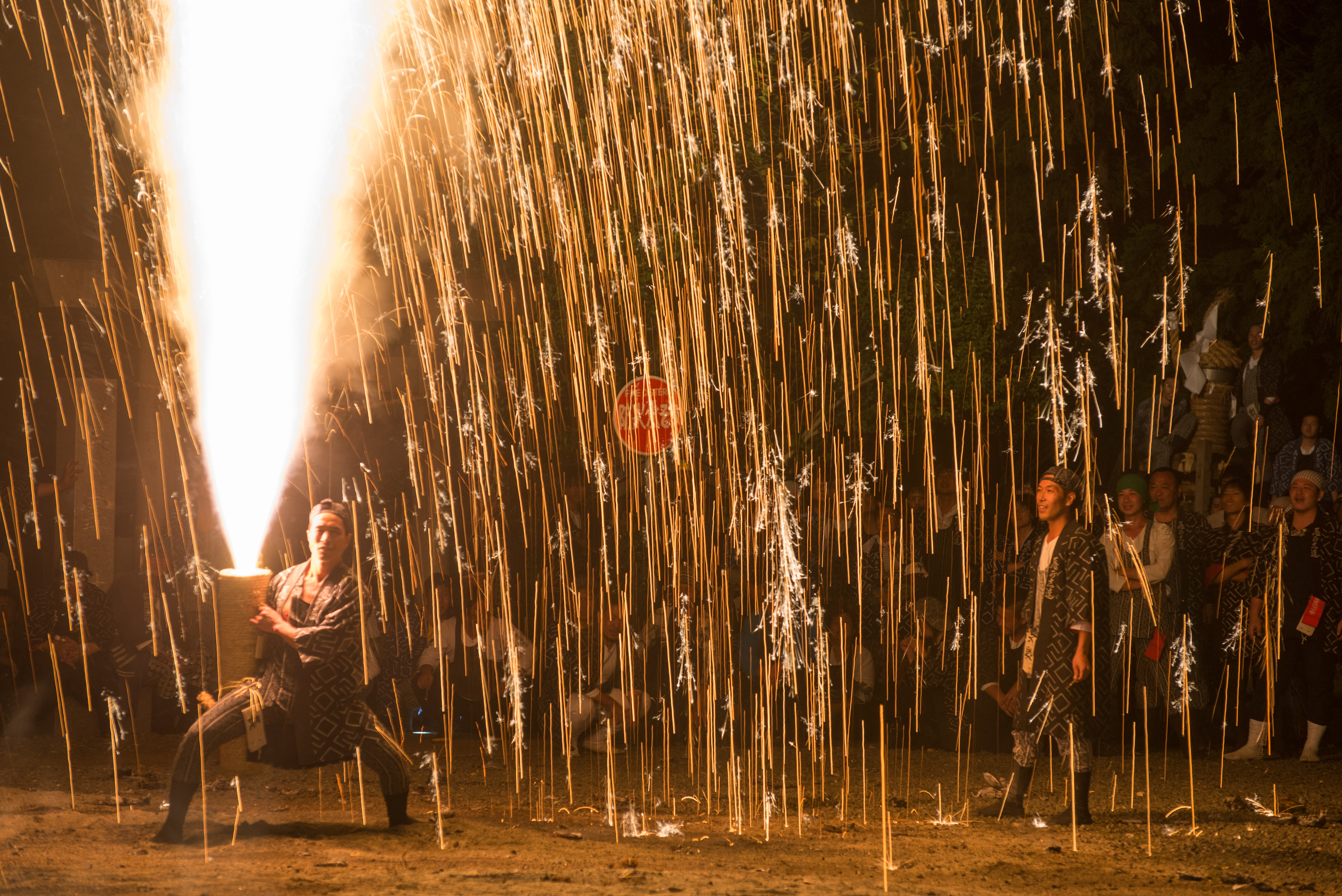
手筒花火

竹筒を使った玩具として水鉄砲や空気鉄砲がある。本体となる太い竹筒の節に小さな穴を開け、先端に布などを巻いて竹筒の中に入る大きさの竹の棒を用意すれば、水鉄砲の完成である。愛知県岡崎市では、竹製の水鉄砲を用いた全国竹水鉄砲合戦という大会が開かれている。
また手筒花火は、荒縄を巻いた太い竹筒に火薬を詰めたものであり、日本各地で祭りを盛り上げるのに貢献している。